# Phyllostome à lèvres frangées
Trachops cirrhosus
Genre
Espèce
Statut de conservation UICN

 LC  : Préoccupation mineure
La phyllostome à lèvres frangées (Trachops cirrhosus, Spix, 1823) est la seule espèce de chauves-souris du genre Trachops.